# Budapest Rákosliget
Budapest Rákosliget (węg: Rákosliget megállóhely) – przystanek kolejowy w Budapeszcie, na Węgrzech. Znajduje się w XVII dzielnicy miasta Rákosmente, w części Rákosliget.
Przy przystanku zbudowano parking typu P+R na 37 samochodów i parking dla rowerów.

## Linie kolejowe
- Linia kolejowa 80a Budapest–Hatvan

## Transport publiczny
Przystanek jest obsługiwany przez komunikację miejską BKV.
- Autobusy:  98, 146, 146A, 176E, 198, 276E
- Autobusy nocne:  998